# Микита Зносак
Микита Зносак, он же Никитий Зносилов и Никитиуш Зносиловский — главный герой трагикомедии «Здешние» Янки Купалы возрастом от 25 (февраль 1918 года) до 28 лет (июнь 1920 года). До 1917 года занимал должность коллежского регистратора в губернаторской канцелярии. В период с 1918 по 1920, когда в Минск входят чужаки, пытается приспосабливаться к изменениям. Однако его попытки приспособления заканчиваются неудачей, в конце произведения его задерживают большевики.
В образе Микиты Зноска Янкой Купалой ярко показан тип людей, оторвавшихся от родной почвы, приспособленцев к любой власти. Поведение главного героя включают в себя как комизм, так и трагичность. Определённую долю вины за появление такого человека несёт общество, основанное на угнетении и эгоизме. Черты и настроения персонажа характерны для белорусов того периода, они сформировались под влиянием неблагоприятных исторических условий жизни белорусского народа.

## Имя
Фамилия персонажа производная от существительного зносак, означающий маленькое куриное яйцо, обычно последнее. Также в переносном смысле так говорят о слабом человеке, который ничего не достоин. Через имя главный герой характеризуется как отрицательный персонаж. Микита отказывается от своего имени, говорит, что он «і не дзядзька, і не Мікіта, і не Зносак, а... меджду протчым, калежскі рэгістратар Нікіцій Зносілов». Мелкий чиновник называет себя то на русский манер Никитием Зносиловым, то на польский — Никитиушем Зносиловским.
Некоторыми литературоведами и методистами используется в белорусском языке такой вариант фамилии в родительном падеже: «Зносака», включающий в себя полную огласовку основы. По мнению белорусского языковеда Ивана Лепешева, такой вариант существительного является ошибкой. Он начал употребляться в работах с 1990-х годов, хотя ещё в 1920-е годы фамилия в родительном падеже писалась как Зноска. Профессор Иван Лепешев обращает внимание на тот факт, что произведение Янки Купалы замалчивалось более 60 лет, из-за чего имена подзабылись. Поэтому правильной как в белорусском языке, так и в произношении нужно считать форму фамилии с нулевой огласовкой основы: Зноска.

## Литературная биография
Микита является единственным сыном в семье Ганули Знощихи. В первом действии пьесы в разговоре Ганули с Янкой Здольником подчеркивается суть главного героя, который однако хочет выглядеть иначе. До Октябрьской революции 1917 года он занимал должность коллежского регистратора в губернаторской канцелярии. В период с февраля 1918 по июнь 1920 года пытается приспосабливаться к различным властям, входящим в Менск. Во время немецкой оккупации безуспешно пытается сохранить свой чин, затем служит регистратором в различных советских учреждениях. Персонаж пытается подстраиваться и под поляков.
Главный герой мечтает получить «ассесарство» для того, чтобы жениться на Настье Побегунской. Кроме этого он ищет и различные свободные «профессии» в соответствии с политической ситуацией: изучает языки у учителя Спичини (как немецкий язык, так и польский), торгует немецкими марками, продаёт свои вещи в обмен на еду, собирается быть оратором. Всё это не приносит ему успеха. В избушке коллежского регистратора собираются разные знакомые и гости, с которыми он разговаривает.
Микита в зависимости от политической ситуации меняет своё имя, фамилию, убеждения, однако это не помогает ему. Высказывания главного героя не имеют логики, они бессмысленны, поэтому Зносак никак не может выбиться в люди. В финале пьесы коллежского регистратора арестовывают как доносчика и грабителя. Произведение заканчивается задержанием Никиты Зноска большевиками. Его выводят из дома под дулами ружья, мать Гануля причитает. Матросская частушка «Ой ты, яблочко, куда коцішся? Не туда попадзёш — не вароцішся...» намекает на судьбу главного героя.

## Характеристика
Вся вина в том, что мой Микитка учился, но, видимо, — не доучился, и вышла из него ни богу свеча, ни чёрту кочерга.

### Взгляды
Главный герой произведения Янки Купалы имеет чёткие антибелорусские взгляды, которые он не подкрепляет аргументами. Персонаж не лишён шовинизма («мы цвёрда стаялі на варце святога расійскага самаўладзтва і баранілі тутэйшую рускую народнасць ад „інародчаскага засілля“»), который однако в устах Никиты выглядит как бравада. Зносак считает себя учеником Дмитрия Скрынченко и Лукьяна Солоневича, которых благословил Владимир Пуришкевич. Кроме вышеперечисленных учителями Микиты также являются мастера «отбелорушивания» Генрих Спичини и Восточный и Западный учёные, которые каждый по-своему перекручивают белорусскую историю на свой лад. Коллежский регистратор олицетворяет собой тип русифицированного «тутэйшего» (т. е. здешнего) первой четверти XX века. Советский строй Никита считает красным наводнением, которое не снилось ни фараону, ни Соломону.

### Приспособленчество
Главный герой пытается приспосабливаться к жизни, он говорит: «хто мне лепей плаціць, таму і служу і кіхаць хачу на ўсякія ідэі». Приспособленчество Микиты показывается через переодевание. Зносак меняет свою одежду (форма пожарного, красный платочек, френч защитного цвета, белый орёл на шапке) по политической ситуации. Своеобразным «переодеванием» мелкого чиновника может рассматриваться его поиск новых «профессий» (изучение языков, торговля валютой, ораторство, разнос бумаг). Изначально кажется, что персонаж хорошо знает политическую ситуацию. Он становится пожарным, поскольку их не берут на работу; для общения с различными оккупантами (немецкими, польскими, большевистскими) идёт учить языки; по-своему использует и иконы. Однако в итоге получается только суета, которая приносит герою вред. У персонажа нет таких характерных для приспособленца черт, как хитрость, жадность, скупость. По сути, Микита Зносак — это человек, которому не удалось найти спокойной жизни во время исторических перемен, недотёпа.

### Язык
Язык персонажа причудливо-комичен, однако порой бывает образным и метким («дырэктар беларускай басоты», «меджду протчым, мамаша, выехалі з гэтым сваяцтвам, як з козамі на торг»), если им овладевает какое-либо чувство (испуг, радость, оскорбление, раздражение). В основном Микита Зносак разговаривает как герои рассказов Михаила Зощенко. Отказавшись от белорусского языка, который для Микиты неделикатный, бывший коллежский регистратор также не уважает и другие языки. Комическое в речи Зноска отражается через каламбур, иронизмы, сравнения, эпитеты, оксюморон, синонимы, фразеологизмы, различные формы существительных (падежные, родовые, числовые), междометие и лексические и синтаксические окказионализмы, вкрапления с других языков, стилистически сниженные средства, формы обращения, проклятия, идиолектные клише, контрастивы. Ограниченность речи главного героя проявляется через многословность, искусственность и алогичность, когда иногда предложение лишено смысла. Часто в речи персонажа используется наречие «меджду протчым», которое является калькой из русского языка.

## Оценки
Профессор Иван Замотин считал главного героя слишком карикатурным, что проявляется через его разговоры. Кроме карикатурности учёный отмечает присутствие в языке Микиты юмора и иронии. По мнению критика Тодара Глыбоцкого (Алеся Дудара), образ Микиты Зноска олицетворяет собой коллективный портрет «здешних», для которых характерна такая их черта, как живучесть. Литературовед Пётр Васюченко, анализируя образ персонажа, отмечает, что он пытается уцелеть в вихре перемен. Его отвратительные черты, которые сильно деформированы, выглядят как духовная болезнь. Ум главного героя достаточно любопытен, иногда в шутовстве Микиты выглядывает что-то трезвое. Не получив подлинной культуры, Зносак отказывается от белорусского языка, но при этом не может связать два слова по-русски. Стихия наказывает Микиту, поскольку он беззащитен. Философ Игорь Бобков отмечает в Зноске колонизированность, которая проявляется в имитации господствующей идентичности.
Татьяна Гайдалёнок в своей статье обращает внимание на тот факт, что взращенный на крестьянской почве главный герой оказался в городе, где в то время не разговаривали по-белорусски. Микита решил отказаться от всего белорусского. Его приспособительство очень удобное для любой власти. Такие, как Микита Зносак, будут делать, что скажут, возить с собой на колымажке много разных документов, «иметь мировозрение одно, думать второе, говорить третье, а делать четвёртое», чтобы их не трогали. Характер главного героя сформировался под влиянием неблагоприятных исторических условий белорусского народа, по сути Микита «есть в каждом белорусе». Мелкий чиновник вызывает не только смех, не только осуждение, но и жалость. По мнению кандидата исторических наук Александра Литвинского, Микита Зносак олицетворяет собой тип западнорусиста, который противостоит белорусскому национальному движению. В произведении показан конформизм Микиты, который является ярким примером «тожебелоруса».

## Образ в адаптациях
В 1926 году БДТ-1 поставил на сцену пьесу, которая затем была снята с репертуара. Роль Микиты Зноска должен был сыграть Генрих Григонис. В 1982 году в Могилёвском областном драматическом театре состоялась премьера спектакля, роль главного героя в которой исполнил актер Виктор Гудинович. Как считал актёр:
Микита Зносак — «здешний», и в каждом белорусе живет свой Зносак.
В 1990 году уже на сцене Национального академического театра имени Янки Купалы режиссёром Николаем Пинигиным был поставлен спектакль. Роль коллежского регистратора в постановке исполнил актёр Виктор Манаев. Им Микита трактован как безвольный и несчастный человек, запутавшийся в жизни, как символ он живёт самостоятельной жизнью. В спектакле Микиту убивают красноармейцы, он падает в яму, после чего погибают и остальные персонажи пьесы.
В 2007 году на телеканале «Белсат» вышел фильм «Здешние» режиссёра Валерия Мазынского по пьесе. Роль Микиты в белсатовском фильме исполнил Павел Харланчук, который позже снова сыграл главного героя в спектакле 2020 года. По мнению театрального критика Анастасии Панкратовой, Микита Зносак в исполнении Харланчука напоминает пластикой Виктора Манаева. Другой театральный критик Елена Мальчевская отметила, что актёр показал гибкость, плавность, изменчивость героя.
В аудиокниге «Зь дзёньніка Ів. Ів. Чужанінава» Левона Савёнка в условиях 1941 года, во время немецкой оккупации Минска, действует похожий на Зноска персонаж.

## Ссылка
- Дзяніс Марціновіч. Адбываецца прэм’ера спектакля «Тутэйшыя». 90’s. Дата обращения: 2 апреля 2025.